# Sud Chichas
Sud Chichas é uma província da Bolívia localizada no departamento de Potosí, sua capital é a cidade de Tupiza.